# Чимаманда Нгози Адичи
Чимаманда Нгози Адичи (енгл. Chimamanda Ngozi Adichie; Енугу, 15. септембар 1977) нигеријска је књижевница чија се дела крећу од романа до кратких прича. Сматра се најистакнутијом међу младим англофонским ауторима с почетка 21. века, која успева да привуче нову генерацију читалаца афричкој књижевности, посебно у Сједињеним Америчким Државама, где сада живи.
Опредељена као феминисткиња, написала је романе Пурпурни хибискус (2003), Половина жутог сунца (2006) и Американа (2013), који су сви преведени на српски језик. Поред романа пише поезију, драме, приче, есеје, као и феминистичку литературу.

## Лични живот и образовање
Чимаманда Нгози Адичи је рођена у граду Енугу, главном граду државе Енугу, једне од савезних држава Нигерије. Одрасла је као пето од шесторо деце у породици која припада народу Игбо. Племенско село њене породице налази се у месту Абба у држави Анамбра. Детињство је провела у универзитетском граду Нсукка, такође у Енугу. Док је одрастала, њен отац, Џејмс Нвоје Адичи радио је као професор статистике на нигеријском универзитету. Њена мајка, Грејс Ифеома, била је прва жена секретар универзитета. Породица је током нигеријског грађанског рата изгубила готово све, укључујући и чланове најуже породице.
Средњошколско образовање стекла је средњој школи Универзитета у Нигерији, где је добила неколико академских награда. Годину и по дана у Нигерији је студирала медицину и фармацију. Током овог периода уређивала је часопис „Компас“, који су водили студенти медицине католичке вероисповести. Са 19 година, Адичи је напустила Нигерију и отишла у Филаделфију, на студије комуникологије и политичких наука, али се убрзо пребацила у Конектикат, да би била ближе сестри која је тамо живела и радила. Док је одрастала у Нигерији није се сусретала са разликама везаним за боју коже, што је почело да се дешава чим је стигла на амерички колеџ. Као црна Африканка, Адичи је изненада схватила шта значи бити обојена особа у Сједињеним Америчким Државама. Раса као идеја постала је нешто што је тек морала да научи и с тиме да живи. О том искуству пише у свом роману Американа. Дипломирала је на Државном универзитету Источног Конектиката 2001. године.
Године 2003. године завршила је мастер студије креативног писања на Универзитету Џонс Хопкинс, а 2008. године магистрирала је афричке студије на Јејлу. Као стипендиста се усавршавала и на Принстону и Харварду.
По завршетку студија Адичи живи на релацији између САД и родне Нигерије, где предаје на радионицама писања. Године 2016. године јој је Универзитет Џонс Хопкинс доделио почасну диплому доктора хуманистике, 2017. то почасно звање доделио јој је Универзитет у Единбургу, 2018. колеџ Амхерст у Масачусетсу, а 2019. и универзитет у Фрибуру, у Швајцарској.
Године 2009. Адичи се удала за нигеријског лекара који је радио у Америци. Његов отац био је такође лекар и пријатељ њених родитеља. Са њим у браку има ћерку.
Адичи је католкиња и као дете је одгајана у католичком духу, мада сматра да су њени ставови, посебно они о феминизму, понекад у сукобу са њеном религијом. Позвала је хришћанске и муслиманске лидере у Нигерији да проповедају поруке мира и заједништва. Подржава ЛГБТ права у Нигерији и целој Африци. Године 2014, када је Нигерија усвојила закон о анти-хомосексуалности, била је међу нигеријским писцима који су се успротивили том закону, назвавши га неуставним и „чудним приоритетом у земљи са толико стварних проблема“. Такође је и критичар културе отказивања. 

## Књижевна каријера
Први узор у књижевном раду Чимаманда Нгози Адичи био је нигеријски писац Чинуа Ачебе и његов роман Свет који нестаје (Things Fall Apart) из 1958. године, који је прочитала када јој је било 10 година.
Године 1997. објавила је збирку песама Одлуке, а 1997. драму За љубав према Биафри. Године 2002. ушла је у ужи избор за награду „Caine” за приповетку Ти у Америци, док је њена приповетка То јутро у Харматану исте године добила награду ББЦ Ворлд Сервиса за кратку причу. Следеће године освојила је награду O. Henry Award за приповетку Америчка амбасада и награду за кратку причу међународног ПЕН центра. Њене приче су објављене у многим књижевним магазинима. Свој први роман, Пурпурни хибискус, објавила је 2003. године. 
Године 2015. била је ко-кустос ПЕН светског фестивала гласова (PEN World Voices Festival). Године 2017. постала је члан Америчке академије уметности и науке, као један од 228 нових чланова који су примљени те године.
Феминистички поглед на свет књижевнице Чимаманде Нгози Адичи одражава се и у њеним делима. Честе теме су јој сексизам и самохране мајке.
Чимананда Нгози Адичи до сада је објавила три романа, неколико збирки приповедака, социолошке студије о феминизму и бројне радове у стручним часописима.

## Друштвени утицај
На ТЕД конференцији одржаној 2009. године одржала је предавање „Опасности једне приче“. Ово предавање постало је једно од десет најгледанијих ТЕД разговора свих времена, са више од петнаест милиона прегледа. Њено излагање под називом „Сви би требало да будемо феминисти и феминисткиње“ покренуло је светску полемику о феминизму и 2014. Чимаманда Нгози Адичи објавила је књигу под овим насловом. Инспирисана овим предавањем Бијонсе је 2013. снимила песму Flawless.

## Награде и признања
За своја дела Чимаманда Нгози Адичи добила је на десетине престижних међународних књижевних награда и признања.
Њен први роман, Пурпурни хибискус (2003), добио је широко признање критике и следеће године ушао у ужи избор за Наранџасту награду за белетристику (Orange Prize for Fiction), једну од најпрестижнијих британских награда за књижевност. Године 2005 награђен је наградом Писци Комонвелта за најбољи дебитантски роман. Пурпурни хибискус започиње проширеним цитатом из романа Свет који нестаје Чинуа Ачебе.
Радња њеног другог романа Пола жутог сунца (2006), названог по застави краткотрајне нације Бијафре, смештена је у период пре и током нигеријског грађанског рата. Овај роман је 2007. добио Наранџасту награду за белетристику, као и књижевну награду Anisfield-Wolf Book Award. Према овом роману 2014. снимљен је истоимени филм у ком глуме Чуетел Еџиофор и Тандивеј Њутон. У новембру 2020. године књига Пола жутог сунца освојила је Награду за женску белетристику (Women's Prize for Fiction) и проглашена је најбољом књигом у 25-годишњој историји ове награде.
Њен трећи роман Американа часопис Њујорк тајмс је прогласио једном од 10 најбољих књига 2013. године. У марту 2017. године овај роман је изабран за победника у програму Једна књига, један Њујорк (One Book, One New York), који је део иницијативе за промоцију читања.
У мају 2019. Чимананда Нгози Адичи добила је почасну диплому на Јејлу.